# Брдијељи
Брдијељи су насељено мјесто у Босни и Херцеговини, у општини Кладањ, које административно припада Федерацији Босне и Херцеговине. Према попису становништва из 1991. у насељу је живјело 90 становника.

## Становништво
| Националност       | 1991. | 1981. | 1971. | 1961. |
| Срби               | 90    | 161   | 212   | 192   |
| Југословени        |       | 2     |       |       |
| остали и непознато |       |       | 1     |       |
| Укупно             | 90    | 163   | 213   | 192   |

| Демографија | Демографија | Демографија |
| Година      | Становника  | Становника  |
| ----------- | ----------- | ----------- |
| 1961.       | 192         |             |
| 1971.       | 213         |             |
| 1981.       | 163         |             |
| 1991.       | 90          |             |